# یواس‌اس سنتری (ام‌سی‌ام-۳)
یواس‌اس سنتری (ام‌سی‌ام-۳) (به انگلیسی: USS Sentry (MCM-3)) یک کشتی است که طول آن ۲۲۴ فوت (۶۸ متر) می‌باشد. این کشتی در سال ۱۹۸۶ ساخته شد.